# Харви, Барбара
Барбара Фицджеральд Харви (англ. Barbara Fitzgerald Harvey, 21 января 1928 — 12 августа 2025) — британский историк и учёный-медиевист, специализировалась на английском монашестве, в частности на Вестминстерском аббатстве. С 1955 по 1993 год она была научным сотрудником и преподавателем истории в Сомервиль-колледже Оксфордского университета. 

## Юные годы и образование
Харви выросла в Девоне и получила образование в гимназии Тинмута в Тинмуте и школе епископа Блэколла в Эксетере. В 1946 году она поступила в Сомервиль-колледж Оксфордского университета, выиграв открытую стипендию. Там на неё сильно повлияла её преподавательница истории Мэй Маккисак. 
Получив степень бакалавра, Харви осталась в Сомервилле, чтобы в 1951 году завершить диссертацию на степень бакалавра гуманитарных наук под названием «Поместье Айслип от завоевания до распада».

## Карьера
Получив степень бакалавра права, Харви провела год на кафедре истории Шотландии в Эдинбургском университете и три года в Лондонском университете королевы Марии, где среди её учеников был молодой Рой Стронг. В 1955 году она была избрана на должность преподавателя в Сомервиль-колледже вместо уходящей Мэй Маккисак. Она вышла на пенсию в 1993 году; занимала в колледже должности декана, библиотекаря и проректора, а также выполняла обязанности университетского оценщика (Assessor) в 1968/69 учебном году. Она также читала лекции Форда по истории Великобритании в семестре 1989 года, выбрав в качестве темы «Жизнь и смерть в Англии 1140–1540 гг.: опыт монастыря». В 1982 году Харви была избрана членом Британской академии (FBA). В 1997 году ей было присвоено звание Командора Превосходнейшего ордена Британской империи (CBE) за заслуги в области средневековой истории. Она также была избрана членом Королевского исторического общества. 
Среди учеников Харви в колледже Сомервиль была Элис Прохаска, которая занимала пост директора колледжа с 2010 по 2017 год. Среди других были историки Средневековья Кэролайн Баррон и Тереза Веббер. Её самым выдающимся аспирантом был Джон Блэр, научный сотрудник Куинз-колледжа Оксфорда и соредактор сборника в её честь вместе с Брайаном Голдингом, ещё одним аспирантом.
Харви стала солауреатом премии Вольфсона по истории в 1993 году за книгу «Жизнь и смерть в Англии 1100–1540: Монастырский опыт», в которой исследуется жизнь монахов Вестминстерского аббатства, одного из величайших средневековых монастырей Англии. Книга основана на её лекциях Форда, прочитанных четырьмя годами ранее. С 1993 года она была почётным членом Сомервиль-колледжа Оксфордского университета.
Харви умерла 12 августа 2025 года, в возрасте 97 лет.